# Gontran Boson
Vous lisez un « bon article » labellisé en 2022.
Pour les articles homonymes, voir Boson (homonymie).
Gontran Boson ou Gontran le Rusé, né vers 545 et mort en 587, est un duc franc au service des rois mérovingiens Sigebert Ier et Childebert II.
Proche du pouvoir royal, Gontran Boson est mêlé de près à la guerre civile (568-613) qui oppose les trois parties du royaume des Francs : la partie orientale dirigée par Sigebert puis son fils Childebert, la partie occidentale dirigée par Chilpéric et l'ancien royaume des Burgondes dirigé par le roi Gontran. Il combat dans un premier temps Thibert, le premier fils de Chilpéric, puis devient le compagnon des aventures de Mérovée, le deuxième fils de ce roi. Il introduit ensuite sur le territoire Gondovald, un prétendant au royaume des Francs. Détesté pour cela par le roi Gontran, il finit par être livré à ce dernier lors du rapprochement de ce roi avec son neveu Childebert. Il est alors dépouillé de ses biens et mis à mort.
Les historiens retiennent particulièrement de lui ses capacités militaires et son côté superstitieux. Ils le présentent comme un intrigant versatile particulièrement détesté par la principale source de son histoire, l'évêque Grégoire de Tours.

## Contexte

### Les sources
Gontran Boson (en latin Gunthchramn Boso et en germanique Gounth'khramn Bosso) ou Gontran le Rusé,, est essentiellement connu grâce à l’Histoire des Francs de l'évêque Grégoire de Tours (538/539-594) finalisée à l'été 591. L'évêque le mentionne également dans un autre de ses ouvrages, Le Livre des miracles de saint Martin. Gontran apparaît plus marginalement dans une autre source : la deuxième partie de la Chronique burgonde dite « de Frédégaire » (vers 643),.

### Le royaume des Francs auVIesiècle

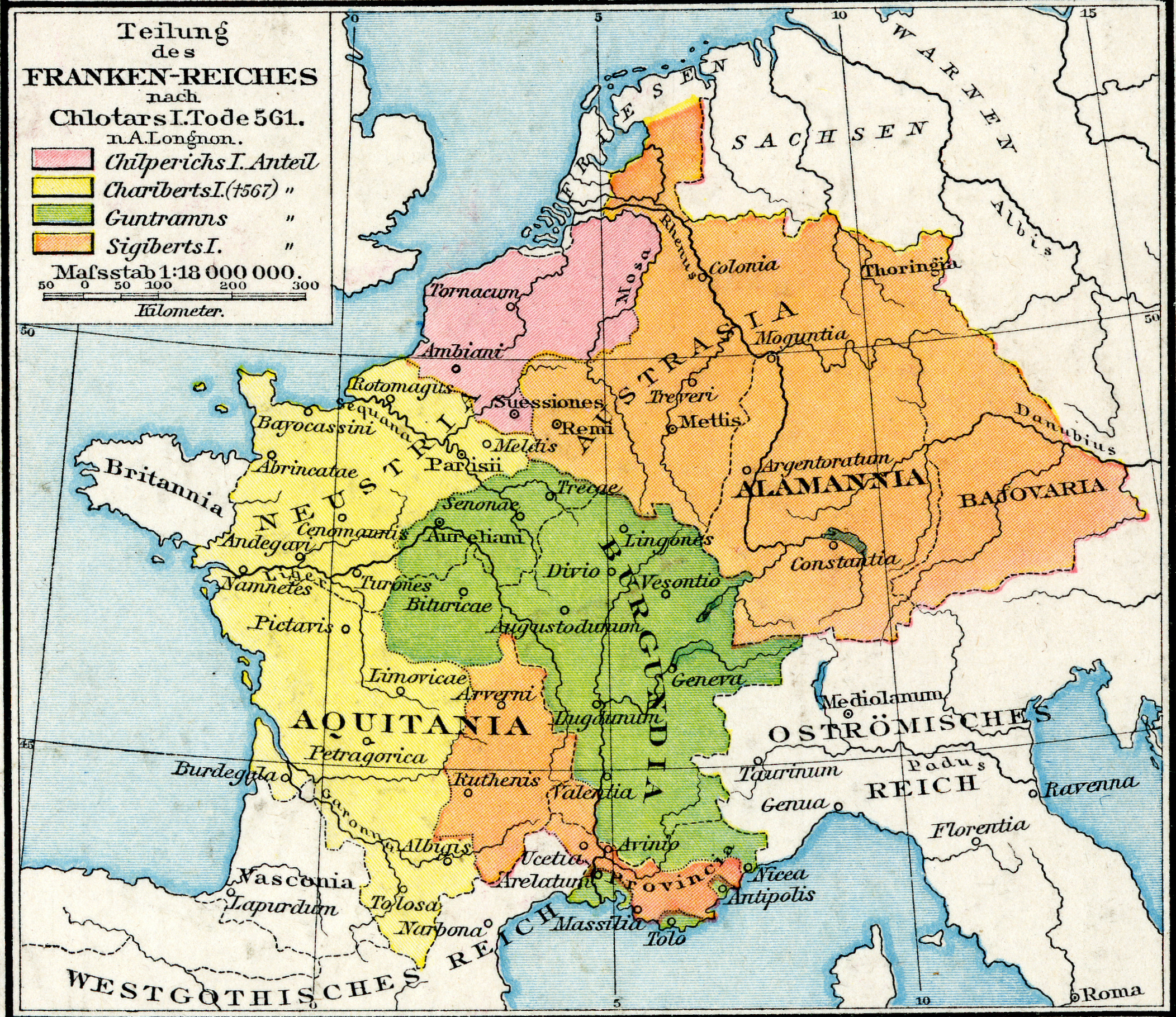
La Gaule en 561, après le partage du royaume des Francs entre les fils de Clotaire.

Maîtres incontestés de la Gaule depuis la fin du Ve siècle, les Francs sont gouvernés par la dynastie des Mérovingiens. En 511, à la mort du roi Clovis, ses quatre fils survivants, Thierry (ou Théodoric), Clodomir, Childebert et Clotaire (ou Chlothaire) se partagent son royaume,,. En 558, après la mort de ses frères et de leurs descendants mâles, Clotaire parvient à réunifier le royaume. Cependant, le roi décède quelques années plus tard en 561 et le royaume est partagé par quatre de ses fils : Caribert (ou Charibert), Gontran, Sigebert (ou Sighebert) et Chilpéric (ou Chilpérich). L'ouest est pour le premier, le sud-est pour le deuxième, le nord-est pour le troisième et le nord pour le dernier. Fin 567, Caribert, l'aîné des fils de Clotaire, meurt sans hériter mâle. Ses frères se partagent alors son domaine,,.
Chilpéric prend pour première reine la franque Audovère dont il a eu trois garçons, Thibert (ou Théodebert), Mérovée (ou Mérowig), Clovis et une fille Basine,. Au printemps 566, son frère Sigebert fait un mariage plus prestigieux en obtenant la main de Brunehilde (ou Brunehaut), la fille du roi des Wisigoths d'Espagne,. Après avoir délaissé Audovère pour une servante nommée Frédégonde, Chilpéric demande en mariage à l'été 568, la sœur de Brunehilde, Galswinthe,. Ce mariage n'est pas heureux et Chilpéric fait égorger Galswinthe par un esclave quelques mois plus tard. Il épouse peu après sa maîtresse, Frédégonde,. Brunehilde réclame alors vengeance, ce qui entraine une guerre civile entre les royaumes de Chilpéric et de Sigebert,.

## Biographie

### Les princes Thibert et Mérovée
Au printemps 575, Chilpéric Ier décide d'attaquer pour la deuxième fois le royaume de son frère Sigebert. À la tête d'une armée, il s'empare de Soissons et de Reims. Son fils ainé Thibert, qui commande une seconde force, s'approprie Cahors et Limoges,. Tandis que Sigebert se lance contre son frère, il choisit parmi son état-major deux ducs militaires pour s'opposer au prince : Godegisel et Gontran Boson,,,. Les ducs rassemblent une armée et marchent contre le prince. Près d'Angoulême, les deux armées se rencontrent mais la troupe de Thibert se décompose très rapidement. Thibert perd même la vie dans la bataille,,,,. Une fois la bataille finie, les deux ducs retournent à Tours, la principale cité sous domination de Sigebert dans la région.
Peu de temps après, à l'automne 575, le roi Sigebert est assassiné alors qu'il assiège Chilpéric dans la ville de Tournai,,,,. La reine Brunehilde (ou Brunehaut) est quant à elle capturée à Paris puis exilée à Rouen. Chilpéric ne parvient cependant pas à mettre la main sur son neveu Childebert, cinq ans et demi. Celui-ci est alors proclamé roi par des grands du royaume à Metz pour la Noël 575,,,. L'un des fidèles de Sigebert, Gogon (ou Gogo) gouverne le pays pour l'enfant avec le titre de « nourricier du roi »,,.
Au printemps 576, Chilpéric envoie le comte Roccolène du Mans s'emparer des places fortes environnantes dont la ville de Tours. Le duc Godegisel parvient à s'enfuir avant l'arrivée des Manceaux mais Gontran Boson, qui avait fait venir sa famille en ville, n'arrive pas à le faire. Il est contraint de se réfugier dans la basilique de la ville sous la protection de l'évêque Grégoire de Tours. Roccolène veut l'en faire sortir pour qu'il soit jugé pour la mort de Thibert mais Grégoire refuse en vertu du droit d'asile de l'église,. Roccolène quitte ensuite la ville pour continuer sa conquête. Il se rend alors à Poitiers mais y décède quelques jours plus tard,,.

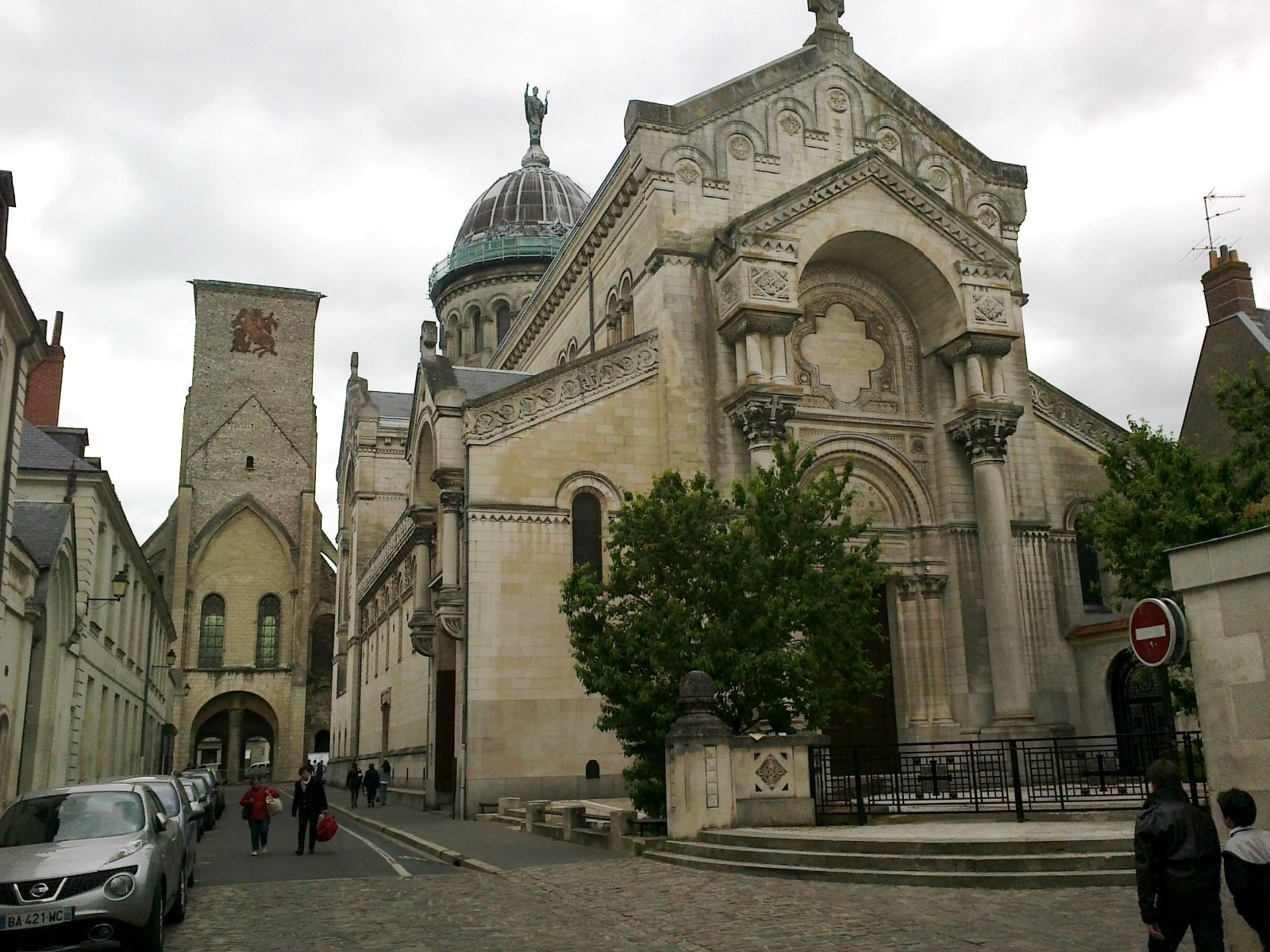
La basilique Saint-Martin de Tours (reconstruite au début du XXe siècle), lieu de résidence de Gontran Boson en 576.

Chilpéric envoie son fils Mérovée (ou Mérowig) poursuivre la campagne de Roccolène. Arrivé à Tours à la pâques 576, Mérovée quitte son armée pour se rendre à Rouen. Tombé amoureux de la reine Brunehilde, il se rend auprès d'elle et demande à son parrain l'évêque Prétextat de les marier. Le roi Chilpéric est rapidement mis au courant et arrive à Rouen pour séparer les deux amants,,,. Il dépouille ensuite son fils de ses armes, puis le fait tonsurer et ordonner prêtre à l'été ou à l'automne 576,,,. La reine est renvoyée auprès de son fils à Metz,,. Apprenant les mésaventures du prince, Gontran Boson lui envoie le sous-diacre Ricou pour lui dire de venir se réfugier lui aussi dans la basilique Saint-Martin de Tours,. Mérovée, trouvant l'idée intéressante, rejoint Tours et la protection de l'évêque Grégoire. Chilpéric mobilise alors une armée et marche vers Tours. Pendant ce temps, Gontran Boson consulte une voyante qui lui prédit pour l'année la mort de Chilpéric, l'accession au trône de Mérovée et pour lui-même un duché puis un évêché. Grégoire se moque de sa croyance en la divination et lui conseille plutôt de diriger ses attentions vers Dieu.
Au début de l'année 577, conscient que son avenir en Touraine est limité, Mérovée décide de rejoindre son épouse à Metz en compagnie de Gontran Boson et de leurs hommes respectifs. Et, pour éviter l'armée paternelle, Mérovée passe par le royaume de son oncle Gontran,,,. À Auxerre, un duc de ce dernier capture le prince mais, celui-ci parvient à s'échapper et rejoint finalement Gontran Boson à Metz,,. Les autres grands du royaume, craignant une guerre ouverte avec Chilpéric, refusent de le protéger. Brunehilde l'aide cependant à trouver refuge dans une villa en Champagne,,. Plus tard dans l'année, Mérovée est attiré dans un piège par la reine Frédégonde. Plutôt que d'être capturé, il préfère demander à l’un de ses compagnons de mettre fin à sa vie,,,,. Gontran Boson et l'évêque Gilles de Reims sont accusés par certaines personnes d'avoir participé à ce complot avec Frédégonde,,.
En fin d'année 577, Gontran Boson, accompagné par quelques hommes, revient à Tours pour récupérer ses filles qu'il avait laissées dans la basilique Saint-Martin. Il les met à l'abri à Poitiers, une ville appartenant à Childebert. Malheureusement pour lui, quelques jours plus tard, Chilpéric s’empare de la ville. Gontran a juste le temps de laisser ses filles en sécurité dans la basilique Saint-Hilaire avant de s’enfuir précipitamment,. Au début de l'année suivante, Gontran et ses hommes reviennent à Poitiers pour en faire sortir les filles mais sont repérés par le duc Dracolène, le nouveau gouverneur de la ville. Gontran Boson essaye de négocier sans succès. Dracolène sort alors sa lance et son épée mais rate son coup. Boson et ses amis fondent aussitôt sur lui et l'éliminent. Gontran reprend donc ses filles et quitte le Poitou,.

### Le prétendant Gondovald
En 581, Gogon (ou Gogo), le nourricier du roi Childebert, décède. Il est remplacé par Wandelène (ou Wandelin), un proche de l'évêque Gilles de Reims. C'est ce dernier qui gouverne désormais dans l'ombre le royaume de Metz. Très proche du roi Chilpéric (ou Chilpérich), Gilles conclut une alliance entre leurs deux royaumes contre celui de Gontran,. Pour conforter sa prise du pouvoir, l'évêque ménage les grands du royaume. Il offre ainsi de hautes responsabilités à Gontran Boson.
Début 582, Gontran Boson est envoyé par Gilles en mission diplomatique à Constantinople au nom des grands du royaume. Il vient chercher dans la capitale de l'Empire romain d'Orient, Gondovald (ou Gondowald), un fils bâtard du roi Clotaire (ou Chlothaire). L'empereur Tibère et les grands de Childebert ont besoin d'un prétendant pour déstabiliser le territoire du roi Gontran. Gontran Boson et Gondovald débarquent à Marseille à l'été 582 avec un riche trésor fourni par l'empereur,,,,,,,. La suite du plan est de mettre Gondovald sous la protection de l’ancien patrice Mummol à Avignon. Celui-ci doit ensuite lever une puissante armée et conquérir le royaume de Gontran au nom du prétendant. Cependant, au début de 583, les grands concluent un pacte avec Chilpéric contre Gontran et abandonnent l'option Gondovald. Le prétendant se retire alors dans une île provençale tandis que Gontran Boson et le duc Diname de Marseille se partagent une partie du trésor impérial. Boson quitte ensuite Marseille pour retourner chez lui en Auvergne,,,,.
Au printemps 583, Gontran Boson se rend à Metz pour faire le compte rendu de son ambassade à Constantinople. Une fois cette mission effectuée, il reprend le chemin de l’Auvergne avec sa famille. Alors qu’il traverse le royaume de Gontran, il est arrêté et envoyé devant le roi à Chalon. Le roi lui reproche d’avoir introduit l’usurpateur Gondovald en Gaule. Pour se disculper, Boson accuse Mummol d’être le seul responsable de cette affaire. Il propose même au roi de ramener devant lui le traître. Le roi accepte le marché mais garde un des fils du Boson en otage. Gontran Boson recrute une petite troupe d’Auvergnats et de Vellaves et se rend à Avignon par la route d’Uzès. Boson en entreprend le siège. Mais quand l’affaire arrive aux oreilles des grands de Metz, ils envoient sur-le-champ le duc Gondoulf pour stopper le blocus d'une de leurs villes par un de leurs ducs. Gondoulf force cependant Mummol à suivre Gontran Boson devant le roi de Chalon. Mais, dès son arrivée en Auvergne, l’ancien patrice retourne chez lui,.

« Toi, seigneur et roi, tu sièges sur un trône royal, personne n'a osé te répondre quand tu as parlé. Or je déclare que je ne suis pas responsable de cette chose. S'il y a donc quelqu'un de condition semblable à la mienne qui m'inculpe secrètement de ce crime, qu'il vienne maintenant et parle au grand jour. Alors ô Roi très pieux, tu confieras l'affaire au jugement de Dieu pour qu'il la tranche lors qu'il nous verra nous battre sur le terrain dans un champ. »

— Gontran Boson au roi Gontran
En septembre 584, le roi Chilpéric est assassiné à Chelles,,. C'est à son fils nouveau-né de quatre mois Clotaire que revient son trône sous la régence de sa mère Frédégonde,. Celle-ci avait en effet fait éliminer en 580 le prince Clovis, dernier fils survivant de l'ancienne reine Audovère. Le roi Gontran devient alors l'homme fort des royaumes francs,. Pour contrer cela, la reine Brunehilde (ou Brunehaut) et les grands de Metz se rapprochent de l'ancien patrice Mummol pour qu'il recrute une nouvelle fois le prétendant Gondovald. Celui-ci, avec une petite armée, s'empare de plusieurs territoires d'Aquitaine,,. En décembre 584, le roi Gontran organise un plaid à Paris pour répartir avec son neveu Childebert les terres que Chilpéric avait illégalement conquises sur leurs deux royaumes. Childebert ne vient pas en personne. Il envoie plusieurs grands dont l'évêque Gilles et Gontran Boson. Dès leur arrivée, le roi Gontran invective alors son homonyme qu'il accuse d'avoir ramené d'Orient Gondovald pour le détrôner. Gontran Boson se déclare devant l'assemblée innocent et propose de régler la question par un duel judiciaire. Personne n'ose remettre en cause sa parole,,,.

### Déchéance et mise à mort
En mars 585, le roi Gontran lance une armée contre Gondovald (ou Gondowald), qui est éliminé après avoir été assiégé dans la place forte de Comminges,,,. À l'automne 585, Gontran Boson envoie ses serviteurs piller la tombe d'une riche parente de sa femme pour en récupérer les bijoux. Malheureusement, les serviteurs se font repérer par des moines. Ils décident donc de restituer les biens et dénoncent leur commanditaire. Gontran est ensuite convoqué à un plaid à Besslingen dans les Ardennes. Le roi Childebert le somme de venir s'expliquer. Le duc, conscient qu'il risque sa vie, préfère s'enfuir. Les biens qu'il possède en Auvergne sont saisis par le fisc royal,,. À la fin de 585, Wandelène (ou Wandelin), le nourricier de Childebert, décède. La reine Brunehilde (ou Brunehaut) ne le fait pas remplacer et peut donc s'emparer de la réalité du pouvoir,,.
Gontran Boson, qui avait plusieurs fois invectivé la reine durant la régence de Wandelène, se retrouve en mauvaise position,,. Il est désormais politiquement sacrifiable et son arrestation pourrait être un signe de réconciliation à envoyer au roi Gontran. Au début de 587, il tente de regagner la grâce du roi Childebert par l'intermédiaire d'évêques, mais n'y parvient pas et le roi ordonne sa mort,,. Gontran se réfugie dans l'église de Verdun et implore l'aide de l'évêque Agéric (ou Agherich), le propre parrain du roi. Celui-ci obtient de son filleul que Gontran Boson vienne s'expliquer devant lui. Le duc se prosterne aux pieds du roi et demande la clémence. Childebert accepte de lever la mise à mort et autorise Agéric à garder Boson auprès de lui jusqu’à ce qu'il soit jugé par le roi Gontran en personne,,,.

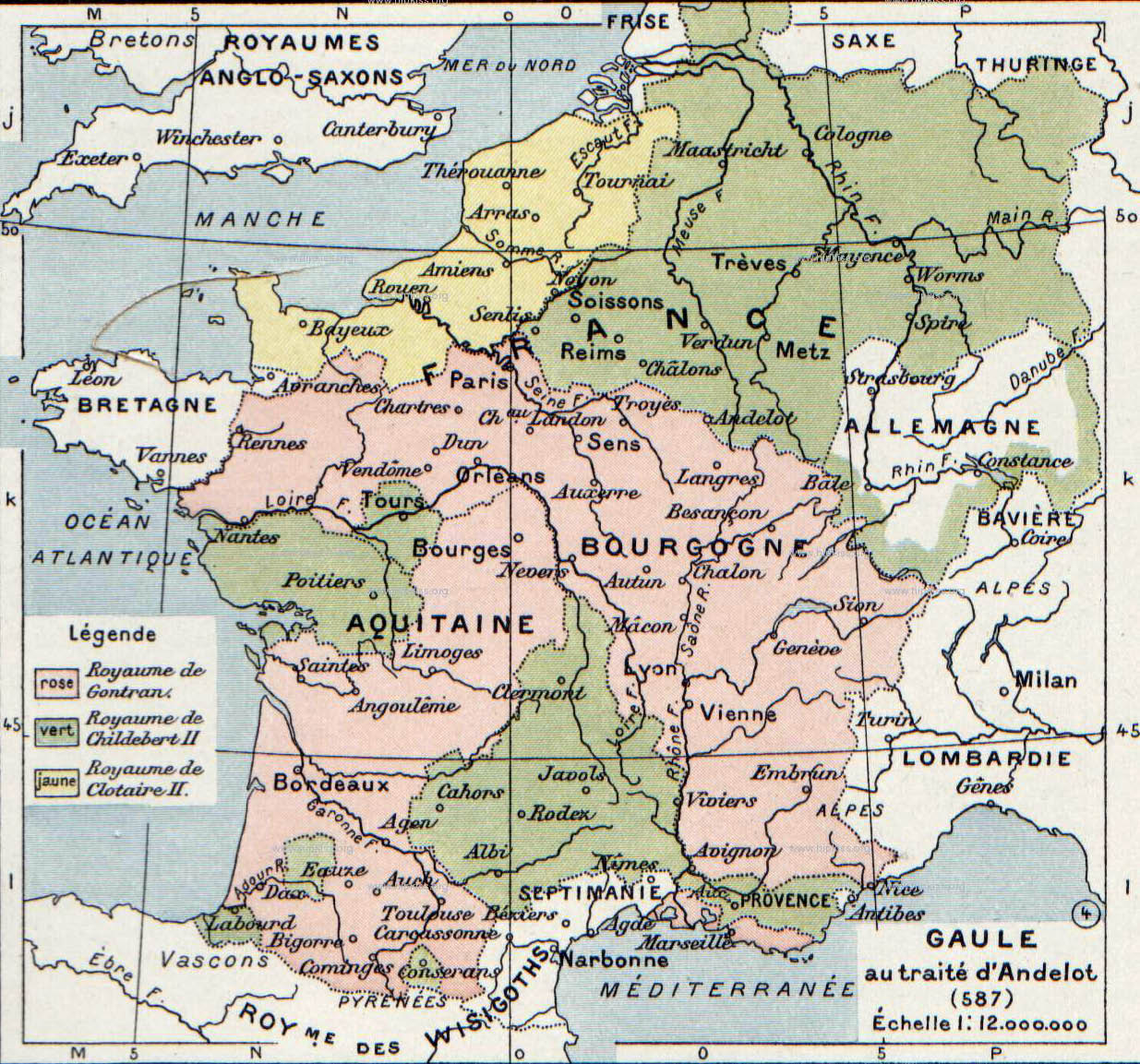
La Gaule en 587, après la réconciliation officielle entre le roi Gontran et son neveu Childebert.

En octobre 587, des envoyés du roi Gontran arrivent chez son neveu Childebert et lui demandent de venir à sa rencontre aux confins des deux royaumes. Le lieu choisi est Pont-de-Pierre, sur la route qui relie Toul à Langres. En novembre 587, le roi Childebert vient accompagné par sa mère Brunehilde, sa sœur Clodoswinthe (ou Clodosinde) et sa femme Faïléouba (ou Faileuba). Il est également en compagnie de Magnéric, évêque de Trèves, Agéric, évêque de Verdun, et du duc Gontran Boson,,. Ce dernier est alors jugé par les deux rois sans défenseur et condamné à mort. L'apprenant, Gontran Boson se réfugie dans la maison où loge Magnéric. Le roi Gontran ordonne qu'on mette le feu à la maison. Magnéric est exfiltré par ses clercs. Gontran Boson se trouve contraint de sortir. Exposé, il est transpercé par plusieurs lances et décède. Sa femme et ses fils sont envoyés en exil et ses biens sont confisqués,,,.
En 588, l'évêque Agéric recueille ses enfants à Verdun. Se sentant coupable d'avoir fait des orphelins, il décède d’inanition quelque temps plus tard,.

## Caractère
L'évêque Grégoire de Tours, qui a côtoyé pendant plusieurs mois Gontran Boson, livre un jugement sur sa personne dans son Histoire des Francs. Il lui reproche d'être « léger dans sa conduite, porté à l'avarice, démesurément avide des biens d'autrui, jurant sa foi à tout le monde et ne tenant ses promesses à personne ». Après sa mort, les hommes du roi Childebert découvrent en effet ses trésors enfouis sous terre. L'historien Bruno Dumézil pense que Grégoire « n'a pour Gontran Boson qu'une fascination esthétique, celle que l'on peut éprouver pour la figure baroque du traître pathologique ». Grégoire avoue que, bien que Gontran soit un homme de valeur, il est « trop habitué à parjurer et à aucun de ses amis il n'a prêté un serment qu'il ne l'ait aussitôt violé ». L'historien Constantin Zuckerman trouve également que le duc « était l’un des personnages les plus détestés par Grégoire de Tours ».
Les historiens modernes, comme le professeur Pierre Riché, le présentent comme un intrigant. Riché ne doute pas en revanche de son amitié avec le prince rebelle Mérovée. Le biographe Georges Bordonove pense au contraire que Gontran Boson « s'aboucha » avec Frédégonde et lui livre Mérovée. L'historien Robert Latouche lui trouve une « moralité douteuse » et une « inconstance notoire par sa conduite ». Dumézil confirme que Gontran est « un homme dont l'intelligence était beaucoup plus célèbre que la loyauté ». L'historien Ferdinand Lot dit que Gontran est « un des personnages les plus agités, les plus ambitieux du temps ». L'historien et numismate Maximin Deloche le présente comme un « triste et odieux personnage ». Le journaliste et historien Roger-Xavier Lantéri concède que, si sa versatilité est raillée, il est cependant un chef aguerri et « a prouvé maintes fois sa hardiesse ». Dumézil suggère que Gontran Boson rallie autour de lui un parti pro-byzantin en opposition à la faction de Gogon favorable à l'alliance avec le roi Gontran et celle de Gilles qui préfère l'amitié de Chilpéric.
Grégoire n'apprécie pas non plus que Gontran recoure aux devins et aux sorts. Bien que superstitieux, Gontran Boson est chrétien. En 577, lors de son combat contre le duc Dracolène, Grégoire indique que Gontran, « voyant la mort prête à fondre sur lui, invoqua le nom de Dieu et la grande vertu du bienheureux Martin ». Une autre fois, alors qu'il traverse le pont flottant qui relie Tours au bourg d'Amboise, le vent écarte les bateaux qui portent le pont. Gontran réclame alors à haute voix le secours de Martin de Tours. Le vent diminue ensuite et Gontran parvient jusqu'au rivage. Grégoire fait de cette anecdote un chapitre de son Livre des miracles de saint Martin. L’Histoire des Francs d'Aimoin de Fleury (1004) indique aussi que Gontran a effectué un pèlerinage en Terre sainte avant son ambassade à Constantinople.